# Bem József-szobor (Budapest)

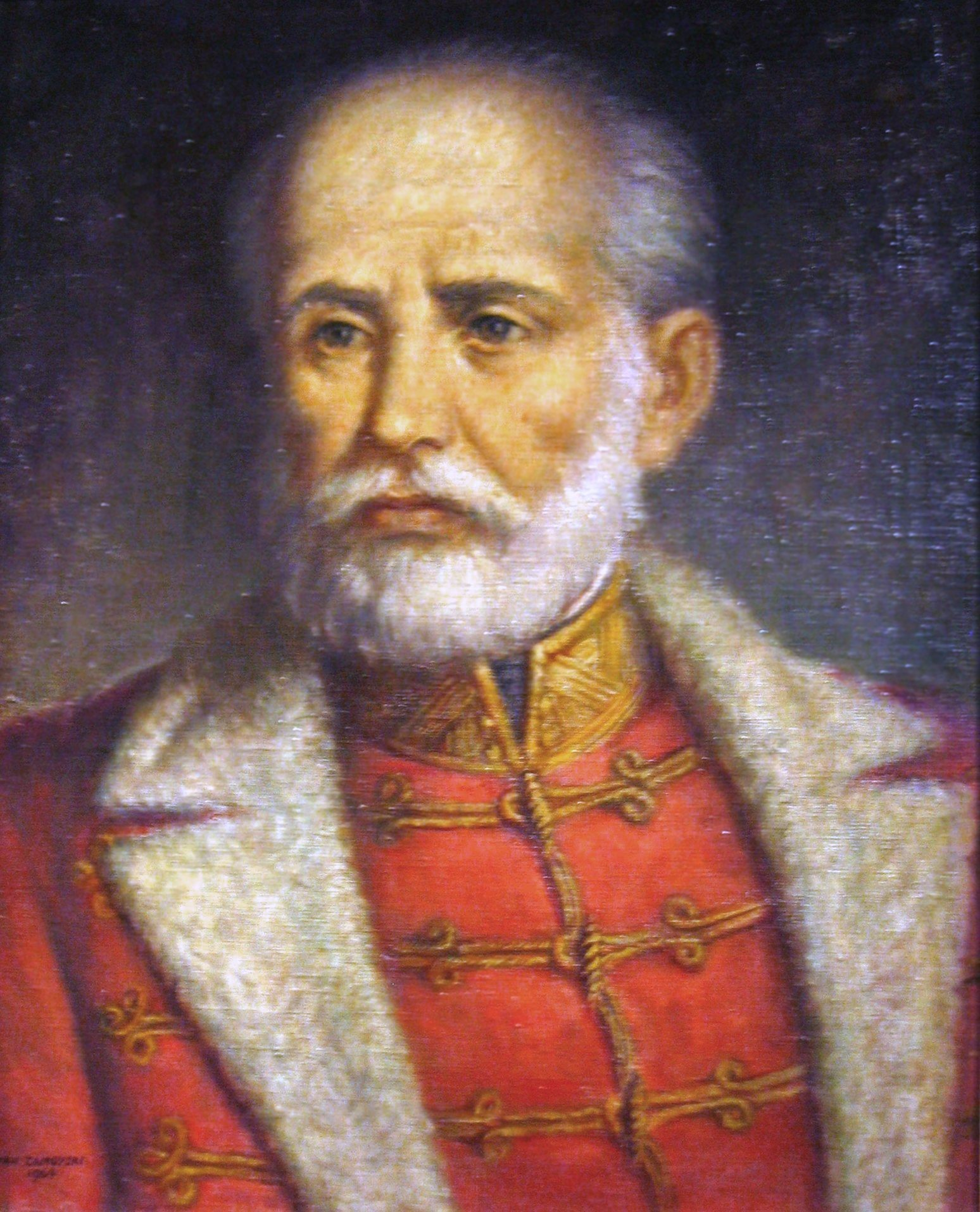

Józef Zachariasz Bem, Bem apó lengyel, magyar és török katonatiszt ikonikus bronzszobra Budapesten, mely a Duna és a Bem rakpart közelében, a Bem József téri emlékparkban.
A szobor eredetileg egyszerre akart emlékeztetni Bem Józsefre és a magyar–lengyel kapcsolatokra. Felállítása után azonban számos ikonikus jelentőségű esemény zajlott előtte, így az 1956-os forradalomnak is egyik jellegzetes, szimbolikus színhelye.
1934-ben avatták fel közadakozásból, Nyáry Albert és Miklóssi Ferdinánd Leó, a Magyar-Lengyel Egyesület vezetőinek kezdeményezésére. Bem kétszeres életnagyságú alakja bronzból készült. Bem sebesült karja fel van kötve, ami arra a sebesülésére utal, amikor a lováról le sem szállva várta meg, hogy ujját amputálják egy csatában. Másik karja az ég felé, illetve előre mutat. Fején Kossuth-kalap díszeleg tollakkal a Petőfi által megrajzolt módon. A szobor mészkő talapzatán dombormű, valamint Bemre és erdélyi csatáira emlékező, illetve Trianonra utaló feliratok szerepelnek. A talapzathoz kétlépcsős út vezet.
A szobrot Istók  János szobrász mintázta, a talapzatot Müller Tibor építész tervezte.

## Története

### Előzmények

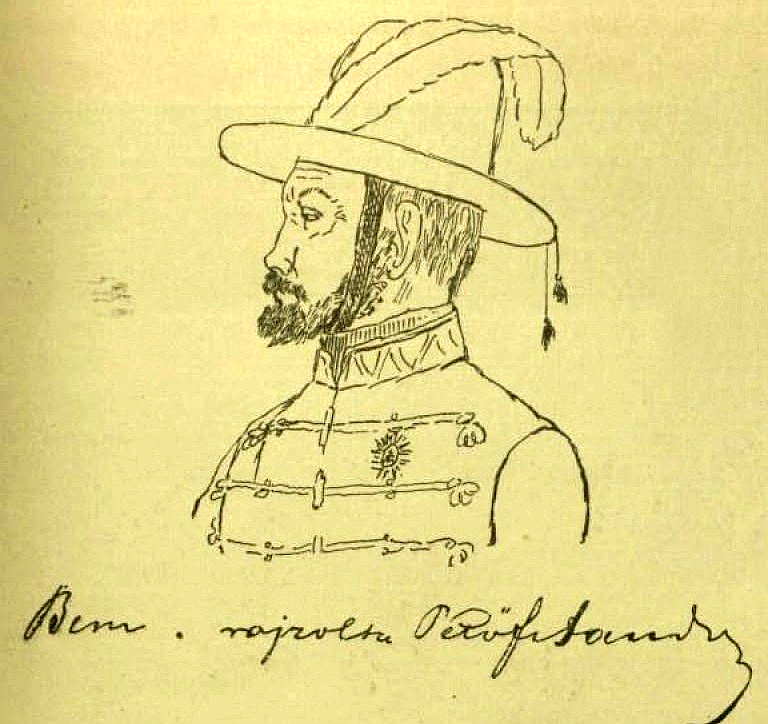
Petőfi rajza Bemről jellegzetes Kossuth-kalapjával

Magyarországon az 1848–49-es forradalom és szabadságharc bukása után Bem-kultusz alakult ki. Marosvásárhelyen már 1880-ban felállították egész alakos szobrát, mely a város első ilyen köztéri alkotása volt. 1926-ban a Magyar–Lengyel Egyesület Bem-emléktáblát avatott. Az emléktábla az Akadémia utca 1. szám alatti épület falán található, ahol egy időben Bem lakott.
1929-ben, Bem halálának 60. évfordulóján a lengyel kormány hazaszállíttatta Tarnówba a hamvait az akkor még Törökországhoz tartozó Aleppóból. A küldöttség megállt Budapesten három napra, hogy felravatalozzák Bem koporsóját a Nemzeti Múzeum előtt. Az egykori szabadsághős hamvainál többtízezres tömeg rótta le kegyeletét. A Magyar–Lengyel Egyesület ekkor elhatározta, hogy méltó emlékművet állíttat Budapesten arra tekintettel, hogy Marosvásárhely Trianon után országhatáron kívül került, Bem ott álló szobrát eltüntették, és a magyarságnak nincs méltó Bem-emlékműve.
Nyáry Albert elnök, Csécsi-Nagy Imre altábornagy, társelnök és Miklóssi Ferdinánd Leó főtitkár felkeresték Sipőcz Jenő budapesti polgármestert, hogy a főváros álljon a mozgalom élére. Megalakították az Országos Bem Bizottságot és a Bem-szoborbizottságot, és széles körű gyűjtést indítottak. Bár a szoborbizottság díszelnökének megnyerték József Ferenc főherceget, az egyesületen belül, a két bizottság között, ellentétek keletkeztek, melynek következtében Nyáry és Miklóssi tiltott pénzgyűjtés miatt pénzbüntetést kapott a rendőrségtől. Érdekesség, hogy a Nyáryékkal szemben álló csoport vezetője, az egyesület másik társelnöke, Balás György nyugdíjas táborszernagy közleményben tagadta, hogy a Bem-bizottság Nyáryékat feljelentette, pénzt gyűjtött ő is a Bem-bizottság nevében, illetve hogy a két bizottság harcban áll egymással.
1932-ben sajtóper is indult Nyáryék ellen, amelyben a büntetőbíróság Nyáryt próbaidős pénzbüntetésre ítélte, Miklóssit viszont felmentette. Mindettől függetlenül 1929-re jelentős összeg, 3000 pengő gyűlt össze a szoborállítás céljára, amelynek összege 1932-re 30 000 pengőre gyarapodott.
Ekkor kapta a megbízást Istók János (1873-1972), a kor népszerű szobrásza, aki többek közt Széchényi Ferencnek a Nemzeti Múzeum kertjében álló szobrát (1902) készítette. Az építészeti munkákat Müller Tibor kapta meg, aki olyan alkotások munkálataiban működött korábban közre, mint a Gellért legenda-kút a Gellért-hegyen, és számos első világháborús és Trianonnal kapcsolatos emlékmű országszerte.
A szoborállítás helyének kezdetben a budai vár alatti Döbrentei teret igényelték. A főváros azonban nem támogatta az elképzelést a hősi halott orvosok ide tervezett szobra miatt. A Pálffy teret javasolta helyszínként, amelyet elfogadtak, és amelyet aztán 1950-ben Bem József térre neveztek át.
A szoboralkotásba is belefolyt a főváros, és így dőlt el, hogy csupán egy alak lesz, mellékalakok nem szerepelnek a kompozícióban.

### Szoboravatás
A szoboravató ünnepségre nagyszámú lengyel tiszti küldöttség érkezett Czerwiński ezredes vezetésével. A lengyel Bem-bizottság képviseletében Leon Dunin-Wolski ezredes, a Bem-család képviseletében Stanisław Bem őrnagy jelent meg. A lengyel kormányt Stanisław Kętrzyński egyetemi tanár, meghatalmazott miniszter képviselte.
A lengyel vendégeket Stanisław Łepkowski (budapesti lengyel követ), Magasházy László ezredes, Csekonics Iván (Magyar–Lengyel Kamara), Villant Lajos követségi tanácsos (Külügyminisztérium), Szviezsényi Zoltán miniszteri tanácsos (Lengyel–Magyar Egyesület) és Tomcsányi János egyetemi tanár, polonista (Szoborbizottság) fogadta. A 300 tagú lengyel küldöttségben Częstochowából érkezett, visszatelepített pálosok is voltak, akikért Pfeiffer Gyula államtitkár és Ripka Ferenc főpolgármester utazott ki. A szoboravatást Józef Beck lengyel külügyminiszter táviratban üdvözölte.
Az ünnepségen részt vett Horthy Miklós kormányzó, Kállay Miklós és Lázár Andor miniszterek, Beöthy László, a felsőház alelnöke, Bessenyey Zénó, a képviselőház alelnöke, Kárpáthy Kamilló honvédfőparancsnok, Hász István tábori püspök, Bárczy István miniszterelnökségi államtitkár, Petényi Zsigmond, Huszár Aladár főpolgármester, Liber Endre alpolgármester, Ferenczy Tibor főkapitány, és Sztrache Gusztáv, a budapesti főügyészség elnöke. Beszédet mondott Balás György mint az Országos Bem Bizottság elnöke, valamint Liber Endre. Wladimir Bem de Cosban lengyel őrnagy, Bem leszármazottja átadta Bem kardját Hadházy Kamil ezredesnek, a Hadtörténelmi Múzeum igazgatójának. Az ünnepséggel egyidejűleg felavatták a IX. kerületi Sobieski János utcát, és benne a király, Sobieski János emléktábláját.
Nyári Albert 1933-ban elhunyt. Balás 1934-ben könyvet írt többekkel Bemről. Ebben sem a Lengyel-Magyar Egyesület, sem Nyáry és Miklóssi közreműködését nem említi, azt állította, hogy a szoborállítás az ő ötlete volt, és ő szervezte meg.

### Történelmi helyszínként
- 1956. október 23-a délutánján az Eötvös Loránd Tudományegyetem és a Budapesti Műszaki Egyetem hallgatói a Bem-szobornál találkoztak részben arra tekintettel, hogy kiálljanak Lengyelország mellett, amelyet az ottani munkásmegmozdulások miatt szovjet katonai művelet fenyegetett. A felvonulók lengyel és magyar zászlókat, lengyel nyelvű, illetve a magyar-lengyel barátságot éltető táblákat mutattak fel.[12]
- Az 1988. március 15-i tüntetések során a Kádár-rendszer addigi legnagyobb ellenzéki megmozdulása zajlott Budapest-szerte. A Bem-szobornál Pákh Tibor mondott beszédet.
- 2010. április 10-én este itt gyülekeztek a magyarországi lengyelek, hogy megemlékezzenek a szmolenszki légi katasztrófa 96 áldozatáról, akik a katyńi vérengzés 70. évfordulójának alkalmából tartott megemlékezésre igyekeztek.
- 2013-ban és 2018-ban innen indult a Civil Összefogás Fórum által szervezett Békemenet.

## Leírás
A szobor a Bem téri kis parkban áll, egyetlen alakos, arccal a Duna felé néz. Mellette a Külügyminisztérium, mögötte luxusszálloda. A sebesült Bem kinyújtott bal kezével csatára vezényli a katonáit, illetőleg segélyt kér az égtől. Oldalára kard van kötve, fején Kossuth-kalap. Köpenyét meglebbenti a szél. 450 cm magas, bronzból készült. A talapzat előtt, a kövezetben volt egy tégla Bem tarnówi házából, de ez eltűnt, csak a helye és a magyarázó felirat maradt meg.
A mészkő talapzat oldalán Bem magyarországi állomáshelyei szerepelnek: Alvinc, Medgyes, Jád, Marosvásárhely, Gálfalva, Nagyszeben, Szelindek, Vöröstorony, Brassó, Olaszfalu, Sepsiszentgyörgy, Segesvár, Hátszeg, Karánsebes, Lugos,Temesvár, Fehértemplom, Petrilova, Szászka, Orsova.
A homlokzati részen a piski csatára emlékező, valamint két híres mondásának összevonásából alkotott szöveg olvasható:
Bem apó

PISKI

csata 1849

A hidat visszafoglalom, vagy elesem.

Előre magyar!

Ha nincs híd, nincs haza.

(Eredeti mondásai: „Ha a híd elveszett, Erdély is elveszett”, „A híd enyém marad, vagy meghalok!”)
A szöveg alatt kődombormű látható, amely rohamozó 48-as honvédeket ábrázol.
A talapzat hátuljára a Bem alatt szolgáló Petőfi Sándor Négy nap dörgött az ágyu c. versének egyes részleteit vésték:
Szerencse és az isten

Tőlünk elpártola,

Egy pártfogó maradt csak

Velünk: ez Bem vala.
Oh Bem, vitéz vezérem,

Dicső tábornokom!

Lelked nagyságát könnyes

Szemekkel bámulom.

S ha volna ember, kit mint

Istent imádanék,

Meghajlanék előtted

Térdem, meghajlanék.

Itt található a magyarok nagy barátjától, Lord Rothermeretől származó trianoni idézet.
A Bem szobor 56 cm magas rézmakettjét a Hadtörténeti Múzeum megvásárolta Istók Jánostól 1949-ben, 2200 Ft értékben.

## Külső hivatkozások
- Bem József tábornok emléktáblájának ünnepélyes leleplezése Budapesten, 1926. filmhiradokonline.hu
- Bem apó hamvainak ravatala a Nemzeti Múzeumban, 1929. filmhiradokonline.hu
- Bem apó emlékszobrának leleplezése a Pálffy téren, 1934. filmhiradokonline.hu